# Volvocisporium
Volvocisporium — рід грибів родини Volvocisporiaceae. Назва вперше опублікована 2001 року.

## Класифікація
До роду Volvocisporium відносять 2 види:
- Volvocisporium grewiae
- Volvocisporium triumfetticola